# Capella de la Verge dels Desemparats
La Capella de la Verge dels Desemparats d'Alcalà de Xivert està situada al centre del poble, en el carrer que rep el nom de la qual és votiva, cantó amb Alcalde Puig. Ha estat qualificada com a Bé de Rellevància Local amb la categoria de Monument d'Interès Local.

## Història
En 1704, els veïns del carrer de la Cort —actualment Verge dels Desemparats— compren una casa per convertir-la en capella. És en 1705 quan s'acaben les obres i és beneïda. Era un espai reduït, 5 x 7 metres, formant un quadrat cobert per una cúpula sobre petxines, sense pavimentar. En 1732, derruïda l'Església parroquial per construir una de nova, el sagrari es trasllada a la capella durant un any, fins a adequar l'església interina. En aquest any ja existia una imatge de la Verge, i es fa donació d'una altra, que presidí l'altar fins a 1936.

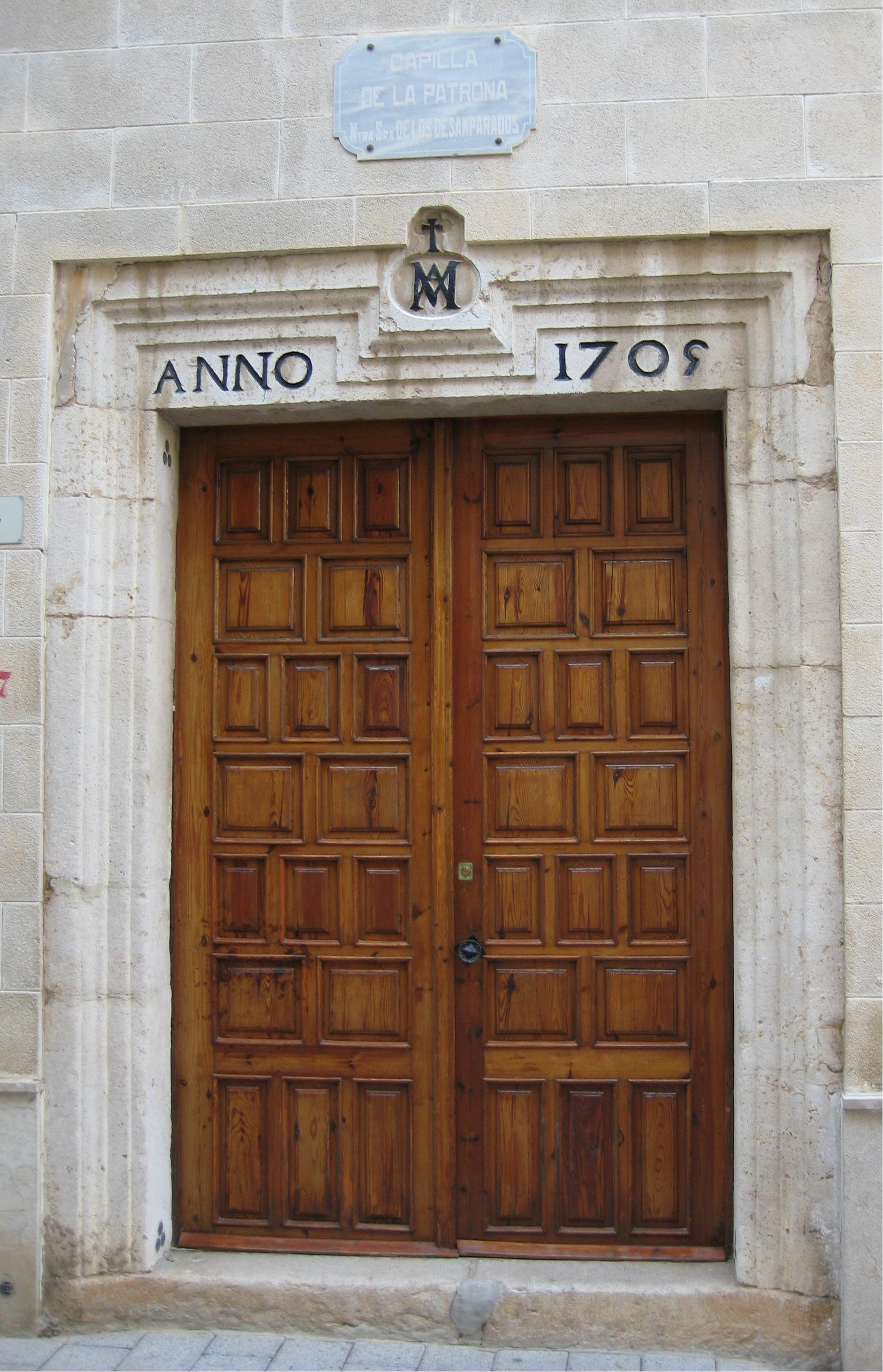
Portada de la Capella

En 1845 José Salvador, Marques de Villores, mana construir el cor alt sobre la porta. En 1863 es compra la casa del costat i s'amplia la llargària de la capella, obrint una finestra baixa, i construint un nou retaule. I en 1919 es col·loca el sòcol de taulells i es fa l'estucat i daurat de tota la capella.
En 1940 s'instal·la un senzill altar de fusta per substituir l'altar destruït durant la guerra civil. A principis dels anys 60 Vicente Giner decora les vidrieres de les finestres. I l'any 2004 es fa una restauració integral del temple i es construeix l'altar, seguint el model de 1863.

## Arquitectura
Obra de maçoneria amb les façanes cobertes de pedra decorativa simulant carreus. L'obertura de la porta formada per carreus rebaixats formant graons rectilinis amb la llinda decorada per l'any de construcció i per un anagrama marià, sobre la qual hi ha una finestra que il·lumina el cor i després d'una senzilla cornisa, un campanar de paret.
Es tracta d'una construcció senzilla, amb planta d'una nau dividida en quatre trams. Està coberta amb una cúpula en el primer tram i volta de canó amb llunetes en els altres.

## Festivitat
El segon diumenge de maig, amb la capella decorada pels confrares, es trasllada la imatge a l'església parroquial en processó i missa solemne. Al diumenge següent es fa la tornada processional de la imatge a la capella.